# Absinto (Bíblia)

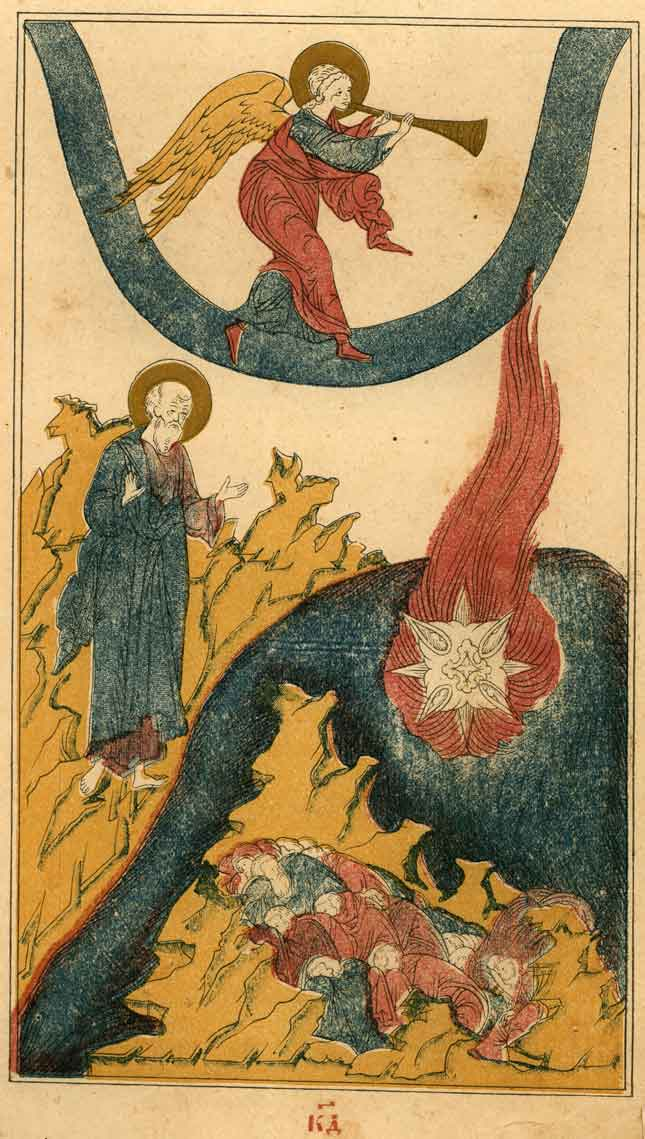
A estrela Absinto cai em direção à Terra (ilustração do Velho Crente de 1909)

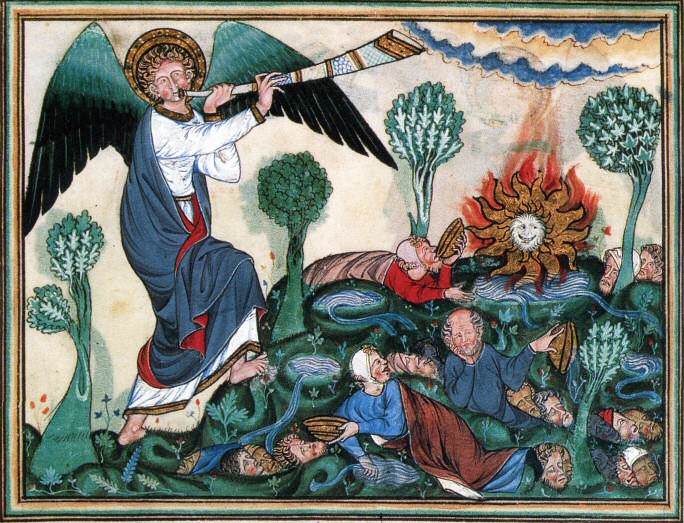
Absinto atinge a terra (Apocalipse Douce), final do século XIII)

Absinto (ἀψίνθιον apsinthion ou ἄψινθος apsinthos em grego) é uma estrela ou anjo que aparece no Livro do Apocalipse.

## Bíblia hebraica
A palavra hebraica bíblica לענה (la’anah) ocorre oito vezes na Bíblia Hebraica, sempre com a implicação de amargura. Em português é traduzido como "losna" ou "absinto", dependendo do contexto.[carece de fontes?]

## Novo Testamento
A palavra grega "apsinthos" é mencionada apenas uma vez no Novo Testamento, no Livro do Apocalipse. Em português brasileiro, “apsinthos” é traduzido como "absinto". Por exemplo, em Apocalipse 8:11, a passagem menciona uma estrela chamada Absinto que cai do céu e torna as águas amargas.

E o terceiro anjo tocou a sua trombeta, e caiu do céu uma grande estrela ardendo como uma tocha, e caiu sobre a terça parte dos rios, e sobre as fontes das águas. E o nome da estrela era Absinto, e a terça parte das águas tornou-se em absinto, e muitos homens morreram das águas, porque se tornaram amargas. (Apocalipse 8:10-11.)
Apsinthos é acreditado referir-se a uma planta do gênero Artemisia, usada metaforicamente para significar algo com um gosto amargo. Também ao óleo verde escuro produzido pela planta, que era usado para matar vermes intestinais. No livro de Apocalipse, refere-se à água sendo transformada em absinto, ou seja, tornada amarga.

## Interpretações
Alguns comentaristas sustentaram que essa “grande estrela” representa uma das várias figuras importantes na história política ou eclesiástica: Matthew Henry menciona Augustulus, um imperador do Império Romano do Ocidente do século V, e Pelágio, considerado um herege no Concílio de Éfeso.
Outros dicionários e comentários bíblicos veem o termo como referência a um ser celestial; por exemplo, Um Dicionário da Bíblia Sagrada afirma que “a estrela chamada Absinto parece denotar um príncipe poderoso, ou poder do ar, o instrumento, em sua queda”.

### Historicismo
Diversos grupos e figuras religiosas, incluindo os Adventistas do Sétimo Dia e os teólogos Matthew Henry e John Gill, consideram os versículos de Apocalipse 8 como referências simbólicas a eventos passados na história humana. No caso de Absinto, alguns intérpretes historicistas acreditam que representa o exército dos Hunos liderado por Átila, apontando para consistências cronológicas entre a linha do tempo da profecia que aceitaram e a história da campanha dos Hunos na Europa. Outros apontam para o sacerdote herético Ário, o Imperador Romano Constantino, Orígenes ou o monge asceta Pelágio, que negou a doutrina do pecado original.

### Espiritual
A Nova Igreja Swedenborgiana segue uma interpretação espiritual da estrela Absinto baseada em outras passagens das escrituras que mencionam fel e absinto. A estrela significa inteligência autoderivada que se afasta de Deus, por isso cai do céu. Para a estrela tornar as águas dos rios e fontes amargas significa falsificar verdades espirituais, pois as águas significam verdades derivadas da Palavra. Em geral, o Livro do Apocalipse é visto como uma profecia da corrupção das igrejas cristãs nos Tempos do Fim, o que é seguido pela Nova Igreja significada pela Nova Jerusalém.

### Interpretações alternativas
Um número de estudiosos da Bíblia considera o termo Absinto como uma representação puramente simbólica da amargura que preencherá a terra durante tempos conturbados, observando que a planta pela qual o Absinto é nomeado, Artemisia absinthium, ou Artemísia, Artemisia vulgaris, é uma metáfora bíblica conhecida para coisas que são amargamente desagradáveis.

## Chernobil
Devido à palavra russa para Artemisia vulgaris ser chernobil (russo: чернобы́ль, romanizado: chernobyl’, lit. ‘erva preta’), muitos têm usado o acidente nuclear de Chernobil em 1986 como prova definitiva de que a profecia no Livro do Apocalipse está correta. Os versículos que se referem a uma “estrela caindo e tornando as águas amargas” são interpretados como a precipitação radioativa do desastre envenenando o ambiente ao redor de Chernobil, deixando-o inabitável.
No centro da cidade de Chernobil, há o Memorial da Estrela Absinto, que retrata um anjo tocando trombeta, rememorando a profecia bíblica.